# Бенґт Пог'янен
Бенґт Ерік Пог'янен (фін. Bengt Erik Pohjanen; нар. 26 червня 1944, Паяла, лен Норрботтен) — шведський письменник, православний священник і перекладач фінського походження.
У 2000 році в Еверкаліксі, населеному пункті на півночі Швеції, де проживає Пог'янен, на особистій ділянці ним була збудована православна церква на честь Преображення Господнього.

## Нагороди та премії
- Rubus Arcticus (1995)
- Eyvind Johnson literature prize (2010)[4].